# Saint-Crépin-et-Carlucet
Pour les articles homonymes, voir Saint-Crépin.
Ne doit pas être confondu avec Carlucet.
Saint-Crépin-et-Carlucet est une commune française située dans le département de la Dordogne, en région Nouvelle-Aquitaine.

## Géographie

### Généralités
Dans le quart sud-est du département de la Dordogne, en Périgord noir, la commune de Saint-Crépin-et-Carlucet est arrosée par la Chironde qui y prend sa source. C'est une commune rurale qui fait partie de l'aire d'attraction de Sarlat-la-Canéda.
Il n'y a pas de bourg de ce nom. Saint-Crépin est un hameau où se trouvent l'église Saint-Crépin et le château de Lacypierre. La mairie est implantée au village du Poujol, situé à l'intersection des routes départementales (RD) 56 et 60 ; en distances orthodromiques, il se situe dix kilomètres au nord-nord-est du centre-ville de Sarlat-la-Canéda et quinze kilomètres au sud-est de celui de Montignac-Lascaux. Un kilomètre et demi à l'est de Saint-Crépin se trouve le hameau de Carlucet avec son église Sainte-Marie et Sainte-Anne.

### Communes limitrophes
Saint-Crépin-et-Carlucet est limitrophe de cinq autres communes. Au nord-est, son territoire est distant de 700 mètres de celui de Paulin.
| Marcillac-Saint-Quentin | Saint-Geniès             |                   |
|                         | Saint-Crépin-et-Carlucet | Salignac-Eyvigues |
| Proissans               |                          | Sainte-Nathalène  |

### Géologie et relief

#### Géologie
Situé sur la plaque nord du Bassin aquitain et bordé à son extrémité nord-est par une frange du Massif central, le département de la Dordogne présente une grande diversité géologique. Les terrains sont disposés en profondeur en strates régulières, témoins d'une sédimentation sur cette ancienne plate-forme marine. Le département peut ainsi être découpé sur le plan géologique en quatre gradins différenciés selon leur âge géologique. Saint-Crépin-et-Carlucet est située dans le troisième gradin à partir du nord-est, un plateau formé de calcaires hétérogènes du Crétacé.
Les couches affleurantes sur le territoire communal sont constituées de formations superficielles du Quaternaire datant du Cénozoïque et de roches sédimentaires du Mésozoïque. La formation la plus ancienne, notée j6-7, date du Kimméridgien terminal au Tithonien, composée de calcaires micritiques en petits bancs alternant avec des bancs marneux à lumachelles. La formation la plus récente, notée Fy3-z, fait partie des formations superficielles de type alluvions subactuelles à actuelles. Le descriptif de ces couches est détaillé dans  la feuille « no 808 - Sarlat-la-Canéda » de la carte géologique au 1/50 000 de la France métropolitaine, et sa notice associée.

Carte géologique de Saint-Crépin-et-Carlucet.

#### Relief et paysages
Le département de la Dordogne se présente comme un vaste plateau incliné du nord-est (491 m, à la forêt de Vieillecour dans le Nontronnais, à Saint-Pierre-de-Frugie) au sud-ouest (2 m à Lamothe-Montravel). L'altitude du territoire communal varie quant à elle entre 141 mètres et 303 mètres,.
Dans le cadre de la Convention européenne du paysage entrée en vigueur en France le 1er juillet 2006, renforcée par la loi du 8 août 2016 pour la reconquête de la biodiversité, de la nature et des paysages, un atlas des paysages de la Dordogne a été élaboré sous maîtrise d’ouvrage de l’État et publié en octobre 2020. Les paysages du département s'organisent en huit unités paysagères,. La commune fait partie du Périgord noir, un paysage vallonné et forestier, qui ne s’ouvre que ponctuellement autour de vallées-couloirs et d’une multitude de clairières de toutes tailles. Il s'étend du nord de la Vézère au sud de la Dordogne (en amont de Lalinde) et est riche d’un patrimoine exceptionnel.
La superficie cadastrale de la commune publiée par l'Insee, qui sert de référence dans toutes les statistiques, est de 18,51 km2,,. La superficie géographique, issue de la BD Topo, composante du Référentiel à grande échelle produit par l'IGN, est quant à elle de 18,9 km2.

### Hydrographie

#### Réseau hydrographique
La commune est située dans le bassin de la Dordogne au sein du Bassin Adour-Garonne. Elle est drainée par la Chironde, le ruisseau de Massoulie, le ruisseau de Langlade et par divers petits cours d'eau, qui constituent un réseau hydrographique de 9 km de longueur totale,.
La Chironde, d'une longueur totale de 15,41 km, prend sa source dans le nord de la commune, à 500 mètres au nord-ouest du centre-bourg, et se jette dans le Coly en rive gauche à Coly-Saint-Amand (territoire de l'ancienne commune de Coly),. Elle baigne la commune sur près d'un kilomètre et demi.
Le ruisseau de la Massoulie, affluent de rive gauche de l'Énéa, prend sa source sur le territoire communal qu'il arrose sur près de deux kilomètres. Son affluent de rive gauche le ruisseau de Langlade prend sa source dans le sud-est de la commune qu'il baigne sur plus de 500 mètres.

Réseaux hydrographique et routier de Saint-Crépin-et-Carlucet.
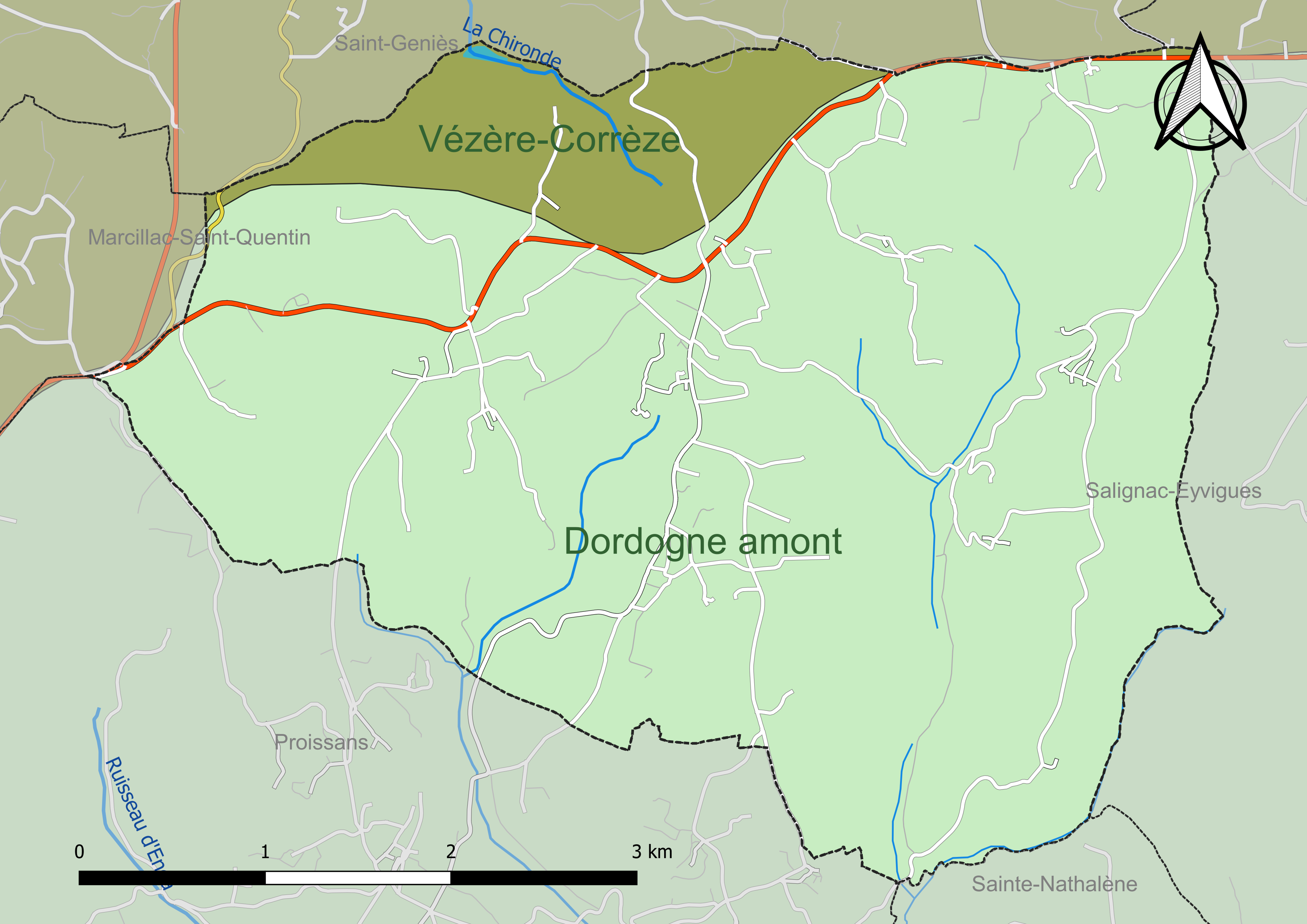
Carte des schémas d'aménagement et de gestion des eaux (SAGE) couvrant le territoire communal de Saint-Crépin-et-Carlucet.

#### Gestion et qualité des eaux
Le territoire communal est couvert par les schémas d'aménagement et de gestion des eaux (SAGE) « Dordogne amont » et « Vézère-Corrèze ». Le SAGE « Dordogne amont », dont le territoire s'étend des sources de la Dordogne jusqu'à la confluence de la Vézère à Limeuil, d'une superficie de 9 700 km2 est en cours d'élaboration. La structure porteuse de l'élaboration et de la mise en œuvre est l'établissement public territorial de bassin de la Dordogne (EPIDOR). Le SAGE « Vézère-Corrèze », dont le territoire regroupe les bassins versants de la Vézère et de la Corrèze, d'une superficie de 3 730 km2 est en cours d'élaboration. La structure porteuse de l'élaboration et de la mise en œuvre est le conseil départemental de la Corrèze. Ils définissent chacun sur leur territoire les objectifs généraux d’utilisation, de mise en valeur et de protection quantitative et qualitative des ressources en eau superficielle et souterraine, en respect des objectifs de qualité définis dans le troisième SDAGE  du Bassin Adour-Garonne qui couvre la période 2022-2027, approuvé le 10 mars 2022.
La majeure partie du territoire communal dépend du SAGE Dordogne amont. Au nord, les 10 % restants correspondent au bassin versant de la Chironde et sont rattachés au SAGE Vézère-Corrèze.
La qualité des eaux de baignade et des cours d’eau peut être consultée sur un site dédié géré par les agences de l’eau et l’Agence française pour la biodiversité.

### Climat
Pour des articles plus généraux, voir Climat de la Nouvelle-Aquitaine et Climat de la Dordogne.
Historiquement, la commune est exposée à un climat océanique aquitain.  
En 2020, Météo-France publie une typologie des climats de la France métropolitaine dans laquelle la commune est exposée à un climat océanique altéré et est dans la région climatique  Ouest et nord-ouest du Massif Central, caractérisée par une pluviométrie annuelle de 900 à 1 500 mm, maximale en automne et en hiver.
Pour la période 1971-2000, la température annuelle moyenne est de 12,1 °C, avec  une amplitude thermique annuelle de 15,2 °C. Le cumul annuel moyen de précipitations est de 1 013 mm, avec 12,4 jours de précipitations en janvier et 7,2 jours en juillet. Pour la période 1991-2020, la température moyenne annuelle observée sur la station météorologique la plus proche, située sur la commune de Salignac-Eyvigues à 4 km à vol d'oiseau, est de 13,0 °C et le cumul annuel moyen de précipitations est de 907,1 mm,. Pour l'avenir, les paramètres climatiques de la commune estimés pour 2050 selon différents scénarios d’émission de gaz à effet de serre sont consultables sur un site dédié publié par Météo-France en novembre 2022.

## Urbanisme

### Typologie
Au 1er janvier 2024, Saint-Crépin-et-Carlucet est catégorisée commune rurale à habitat dispersé, selon la nouvelle grille communale de densité à 7 niveaux définie par l'Insee en 2022.
Elle est située hors unité urbaine. Par ailleurs la commune fait partie de l'aire d'attraction de Sarlat-la-Canéda, dont elle est une commune de la couronne,. Cette aire, qui regroupe 45 communes, est catégorisée dans les aires de moins de 50 000 habitants,.

### Occupation des sols
L'occupation des sols de la commune, telle qu'elle ressort de la base de données européenne d’occupation biophysique des sols Corine Land Cover (CLC), est marquée par l'importance des territoires agricoles (53,7 % en 2018), en diminution par rapport à 1990 (55,3 %). La répartition détaillée en 2018 est la suivante : 
zones agricoles hétérogènes (47,4 %), forêts (44,3 %), prairies (3,9 %), terres arables (2,4 %), zones urbanisées (2,1 %). L'évolution de l’occupation des sols de la commune et de ses infrastructures peut être observée sur les différentes représentations cartographiques du territoire : la carte de Cassini (XVIIIe siècle), la carte d'état-major (1820-1866) et les cartes ou photos aériennes de l'IGN pour la période actuelle (1950 à aujourd'hui).

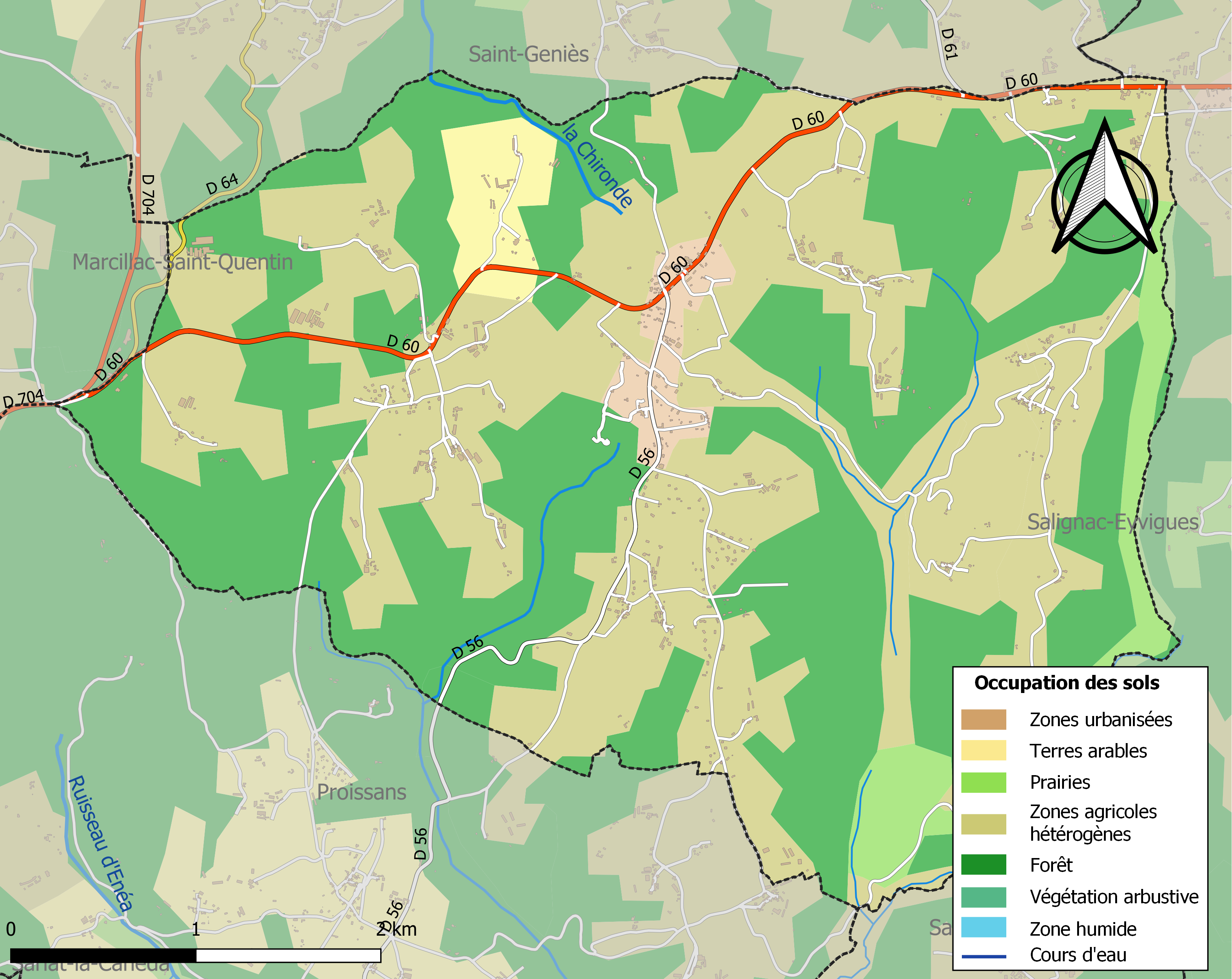
Carte des infrastructures et de l'occupation des sols de la commune en 2018 (CLC).

### Prévention des risques
Le territoire de la commune de Saint-Crépin-et-Carlucet est vulnérable à différents aléas naturels : météorologiques (tempête, orage, neige, grand froid, canicule ou sécheresse), feux de forêts, mouvements de terrains et séisme (sismicité très faible). Un site publié par le BRGM permet d'évaluer simplement et rapidement les risques d'un bien localisé soit par son adresse soit par le numéro de sa parcelle.
Saint-Crépin-et-Carlucet est exposée au risque de feu de forêt. L’arrêté préfectoral du 14 mars 2013 fixe les conditions de pratique des incinérations et de brûlage dans un objectif de réduire le risque de départs d’incendie. À ce titre, des périodes sont déterminées : interdiction totale du 15 février au 15 mai et du 15 juin au 15 octobre, utilisation réglementée du 16 mai au 14 juin et du 16 octobre au 14 février. En septembre 2020, un plan inter-départemental de protection des forêts contre les incendies (PidPFCI) a été adopté pour la période 2019-2029,.

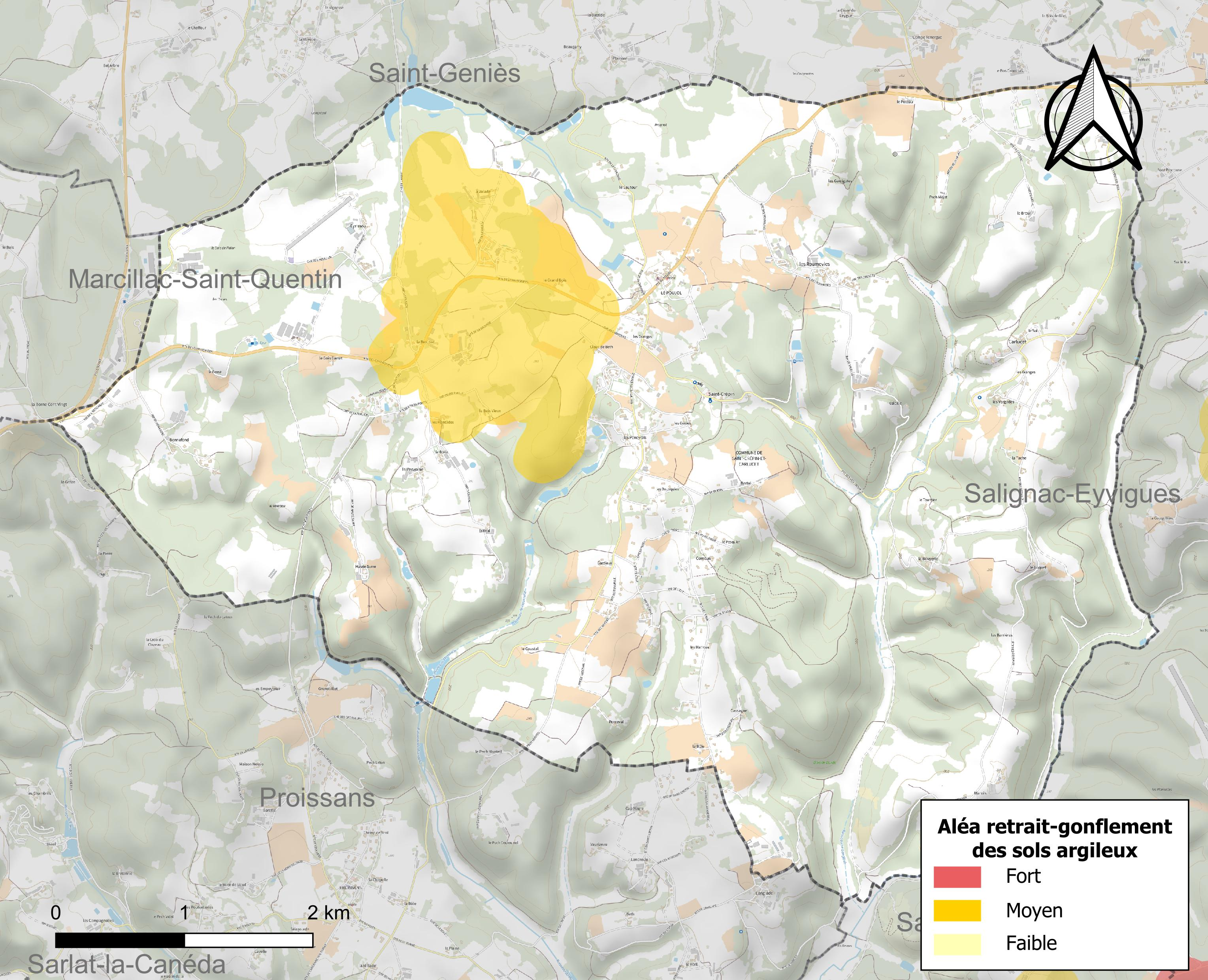
Carte des zones d'aléa retrait-gonflement des sols argileux de Saint-Crépin-et-Carlucet.

Les mouvements de terrains susceptibles de se produire sur la commune sont des tassements différentiels. Le retrait-gonflement des sols argileux est susceptible d'engendrer des dommages importants aux bâtiments en cas d’alternance de périodes de sécheresse et de pluie. 8,6 % de la superficie communale est en aléa moyen ou fort (58,6 % au niveau départemental et 48,5 % au niveau national métropolitain). Depuis le 1er octobre 2020, en application de la loi ÉLAN, différentes contraintes s'imposent aux vendeurs, maîtres d'ouvrages ou constructeurs de biens situés dans une zone classée en aléa moyen ou fort,.
La commune a été reconnue en état de catastrophe naturelle au titre des dommages causés par les inondations et coulées de boue survenues en 1982 et 1999, par la sécheresse en 2019 et par des mouvements de terrain en 1999.

## Toponymie
En occitan, la commune porte le nom de Sent Crespin e Carlucet.

## Histoire
En 1825, les communes de Carlucet et de Saint-Crépin ont fusionné sous le nom de Saint-Crépin-et-Carlucet.

## Politique et administration

### Administration municipale
La population de la commune étant comprise entre 500 et 1 499 habitants au recensement de 2017, quinze conseillers municipaux ont été élus en 2020,.

### Liste des maires
| Période                                  | Période       | Identité      | Étiquette | Qualité                              |
| ---------------------------------------- | ------------- | ------------- | --------- | ------------------------------------ |
| Les données manquantes sont à compléter. |               |               |           |                                      |
|                                          |               |               |           |                                      |
| ?                                        | novembre 1941 | M. Jardel     |           | Révoqué par le Gouvernement de Vichy |
|                                          |               |               |           |                                      |
| 1995                                     | 2008          | Yves Bouyé    |           |                                      |
| 2008 (réélu en mai 2020)                 | En cours      | Alain Vilatte | SE        | Artisan menuisier                    |

## Équipements et services publics

### Justice
Dans le domaine judiciaire, Saint-Crépin-et-Carlucet relève : 
- du tribunal de proximité de Sarlat-la-Canéda ;
- du tribunal judiciaire, du tribunal pour enfants, du conseil de prud'hommes et du tribunal de commerce de Bergerac ;
- du pôle Nationalité du tribunal judiciaire de Périgueux (compétent uniquement dans le domaine de la nationalité) ;
- de la cour d'appel et de la  cour administrative d'appel de Bordeaux.

## Population et société

### Démographie
Les habitants de Saint-Crépin-et-Carlucet se nomment les Saint-Crépinois.
Jusqu'en 1825, les communes de Carlucet et de Saint-Crépin étaient indépendantes.

#### Démographie de Carlucet
| 1793 | 1800 | 1806 | 1821 |
| ---- | ---- | ---- | ---- |
| 246  | 231  | 196  | 205  |

#### Démographie de Saint-Crépin, puis de Saint-Crépin-et-Carlucet
En 1825, Carlucet fusionne avec Saint-Crépin qui devient Saint-Crépin-et-Carlucet.
L'évolution du nombre d'habitants est connue à travers les recensements de la population effectués dans la commune depuis 1793. Pour les communes de moins de 10 000 habitants, une enquête de recensement portant sur toute la population est réalisée tous les cinq ans, les populations de référence des années intermédiaires étant quant à elles estimées par interpolation ou extrapolation. Pour la commune, le premier recensement exhaustif entrant dans le cadre du nouveau dispositif a été réalisé en 2006.

En 2022, la commune comptait 532 habitants, en évolution de +2,7 % par rapport à 2016 (Dordogne : +0,37 %, France hors Mayotte : +2,11 %).
| 1793 | 1800 | 1806 | 1821 | 1831 | 1836 | 1841 | 1846 | 1851 |
| ---- | ---- | ---- | ---- | ---- | ---- | ---- | ---- | ---- |
| 467  | 452  | 454  | 447  | 677  | 680  | 700  | 706  | 752  |

| 1856 | 1861 | 1866 | 1872 | 1876 | 1881 | 1886 | 1891 | 1896 |
| ---- | ---- | ---- | ---- | ---- | ---- | ---- | ---- | ---- |
| 713  | 785  | 777  | 724  | 730  | 710  | 668  | 648  | 691  |

| 1901 | 1906 | 1911 | 1921 | 1926 | 1931 | 1936 | 1946 | 1954 |
| ---- | ---- | ---- | ---- | ---- | ---- | ---- | ---- | ---- |
| 589  | 597  | 549  | 469  | 451  | 463  | 446  | 420  | 383  |

| 1962 | 1968 | 1975 | 1982 | 1990 | 1999 | 2006 | 2011 | 2016 |
| ---- | ---- | ---- | ---- | ---- | ---- | ---- | ---- | ---- |
| 370  | 331  | 321  | 310  | 372  | 407  | 463  | 502  | 518  |

| 2021 | 2022 | - | - | - | - | - | - | - |
| ---- | ---- | - | - | - | - | - | - | - |
| 528  | 532  | - | - | - | - | - | - | - |

## Économie

### Emploi
En 2015, parmi la population communale comprise entre 15 et 64 ans, les actifs représentent 268 personnes, soit 50,9 % de la population municipale. Le nombre de chômeurs (trente-deux) a augmenté par rapport à 2010 (vingt-six) et le taux de chômage de cette population active s'établit à 11,8 %.

### Établissements
Au 31 décembre 2015, la commune compte 91 établissements, dont quarante-cinq au niveau des commerces, transports ou services, vingt dans l'agriculture, la sylviculture ou la pêche, dix-huit dans la construction, quatre relatifs au secteur administratif, à l'enseignement, à la santé ou à l'action sociale, et quatre dans l'industrie.

### Entreprises
Dans le secteur agroalimentaire, parmi les entreprises dont le siège social est en Dordogne, la « SARL Lacombe » implantée à Saint-Crépin-et-Carlucet  se classe en 34e position quant au chiffre d'affaires hors taxes en 2015-2016, avec 2 156 k€.

## Culture locale et patrimoine

### Lieux et monuments
- Château de Cipières (ou Lacypierre, ou Lacipières), XVe et XVIe siècles, inscrit depuis 1946 au titre des monuments historiques[57], ouvert au public.
- Église Saint-Crépin de Saint-Crépin, XIIe et XIVe siècles, inscrite au titre des monuments historiques en 1975[58].
- Église Sainte-Marie et Sainte-Anne de Carlucet, classée au titre des monuments historiques en 1977, l'ancien prieuré et le cimetière étant eux inscrits depuis 1948[59].
- Maison dite « Les Granges », au Poujol, inscrite au titre des monuments historiques en 1975 pour ses façades et toitures[60].

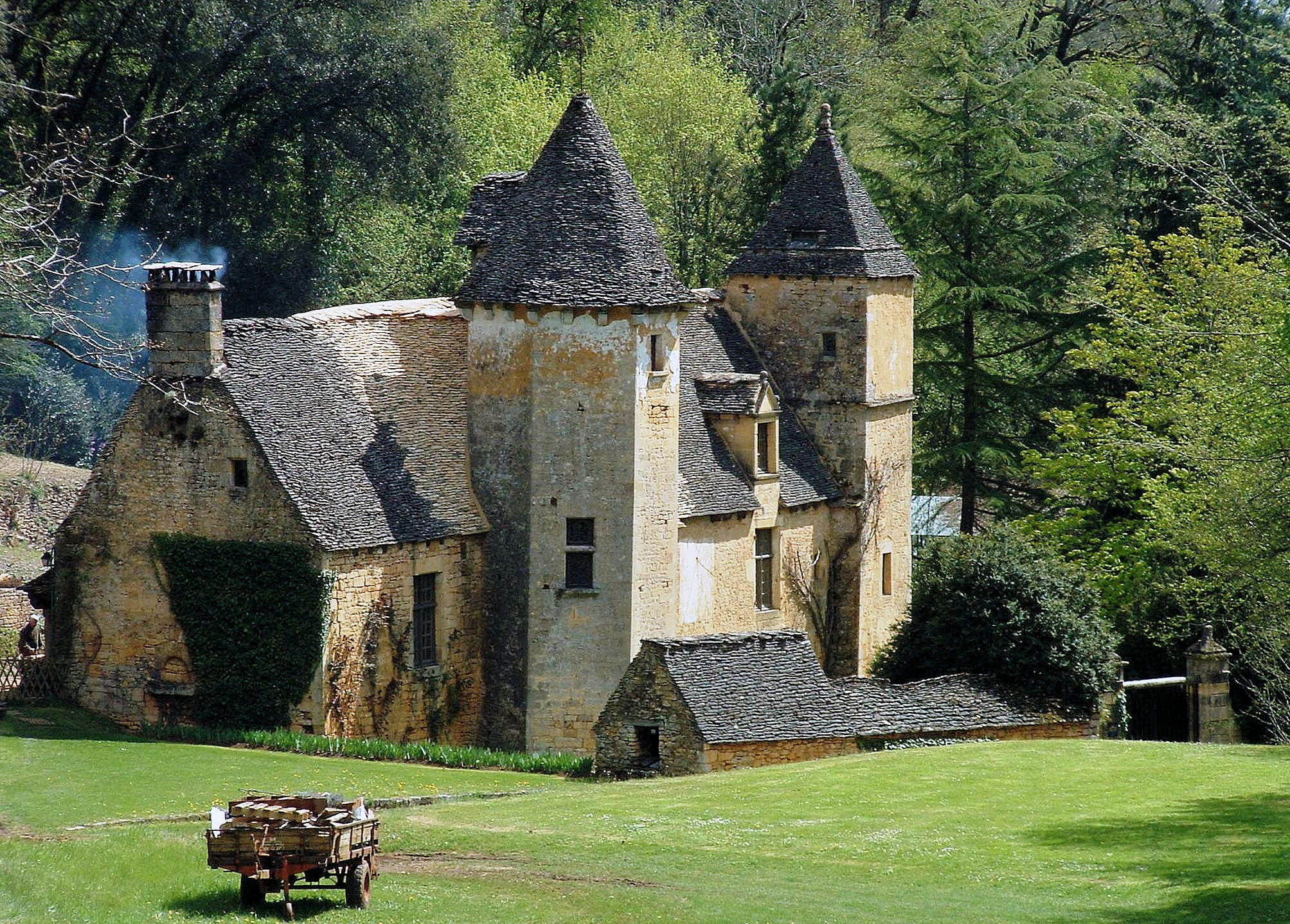
Le château de Cipières.
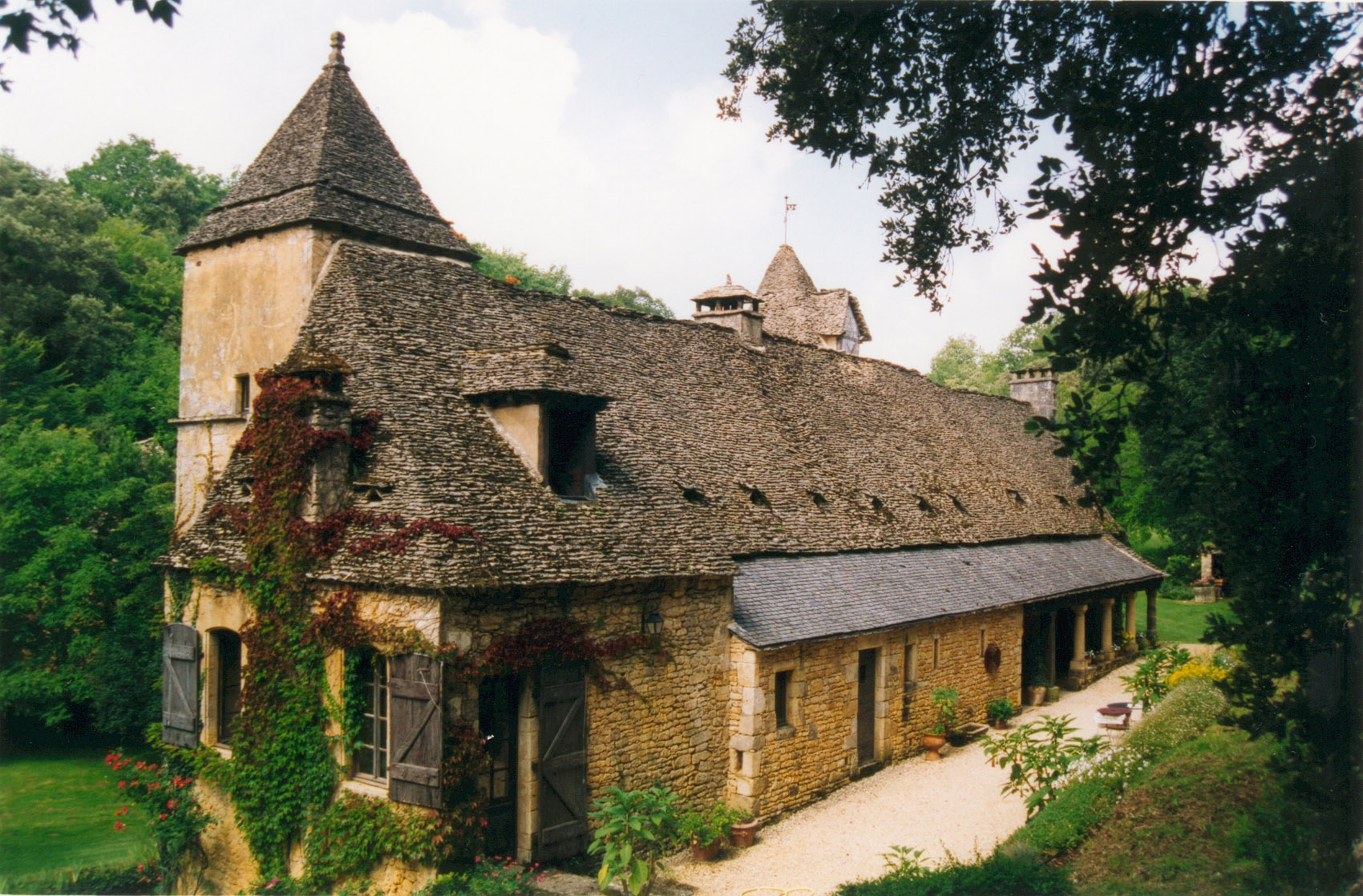
Le château de Cipières.
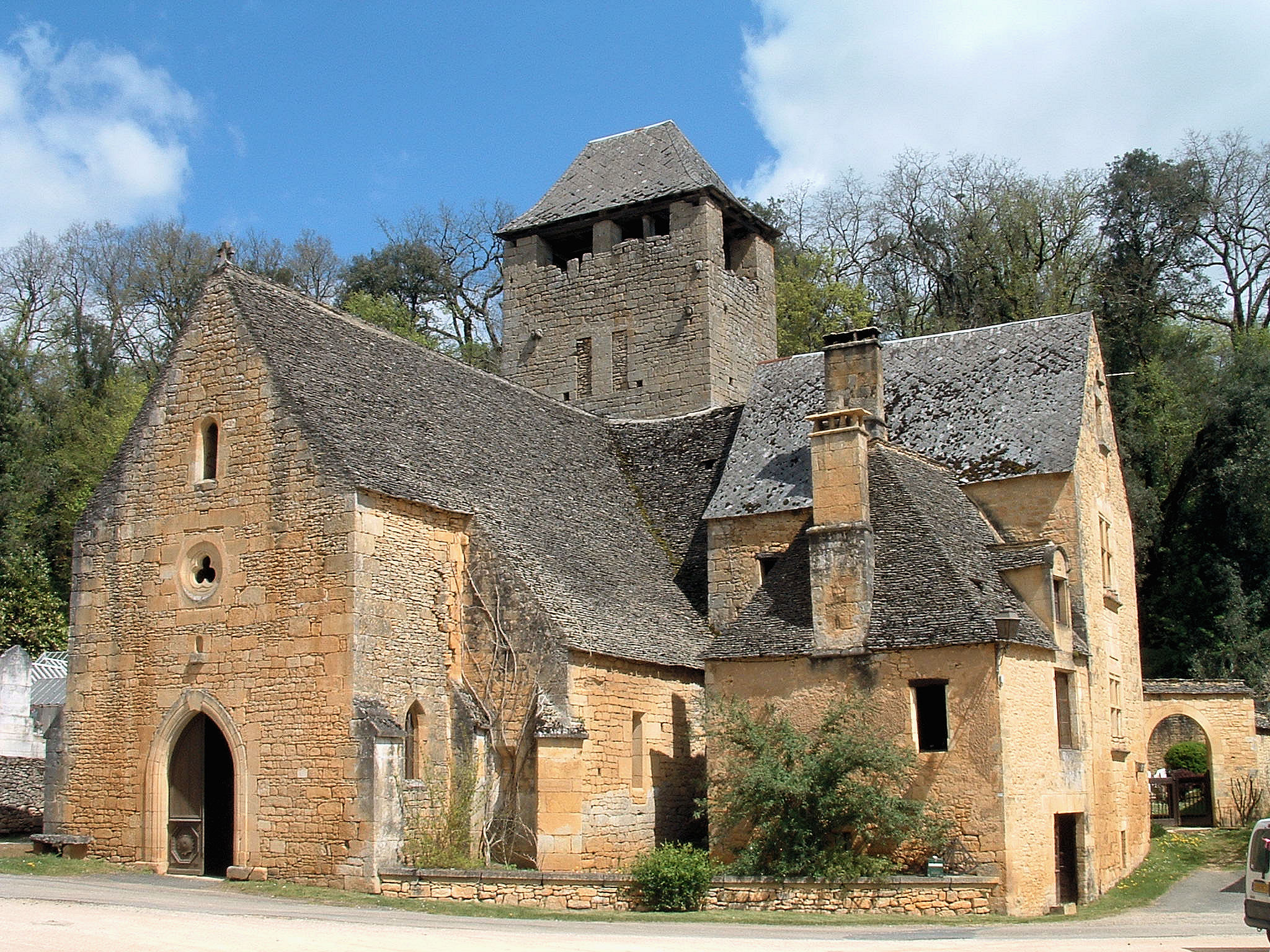
L'église de Saint-Crépin : la façade occidentale.
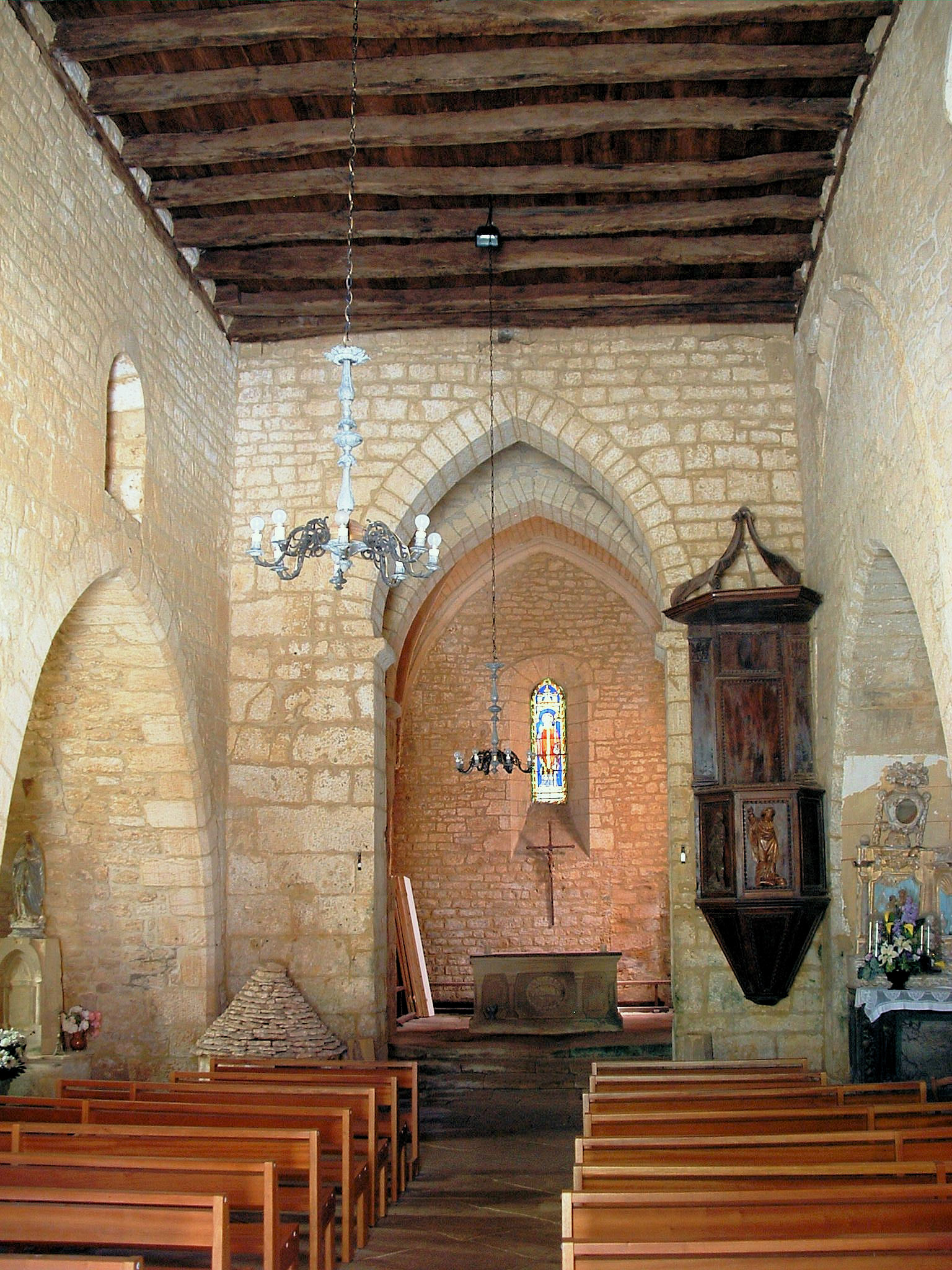
L'église de Saint-Crépin : la nef.
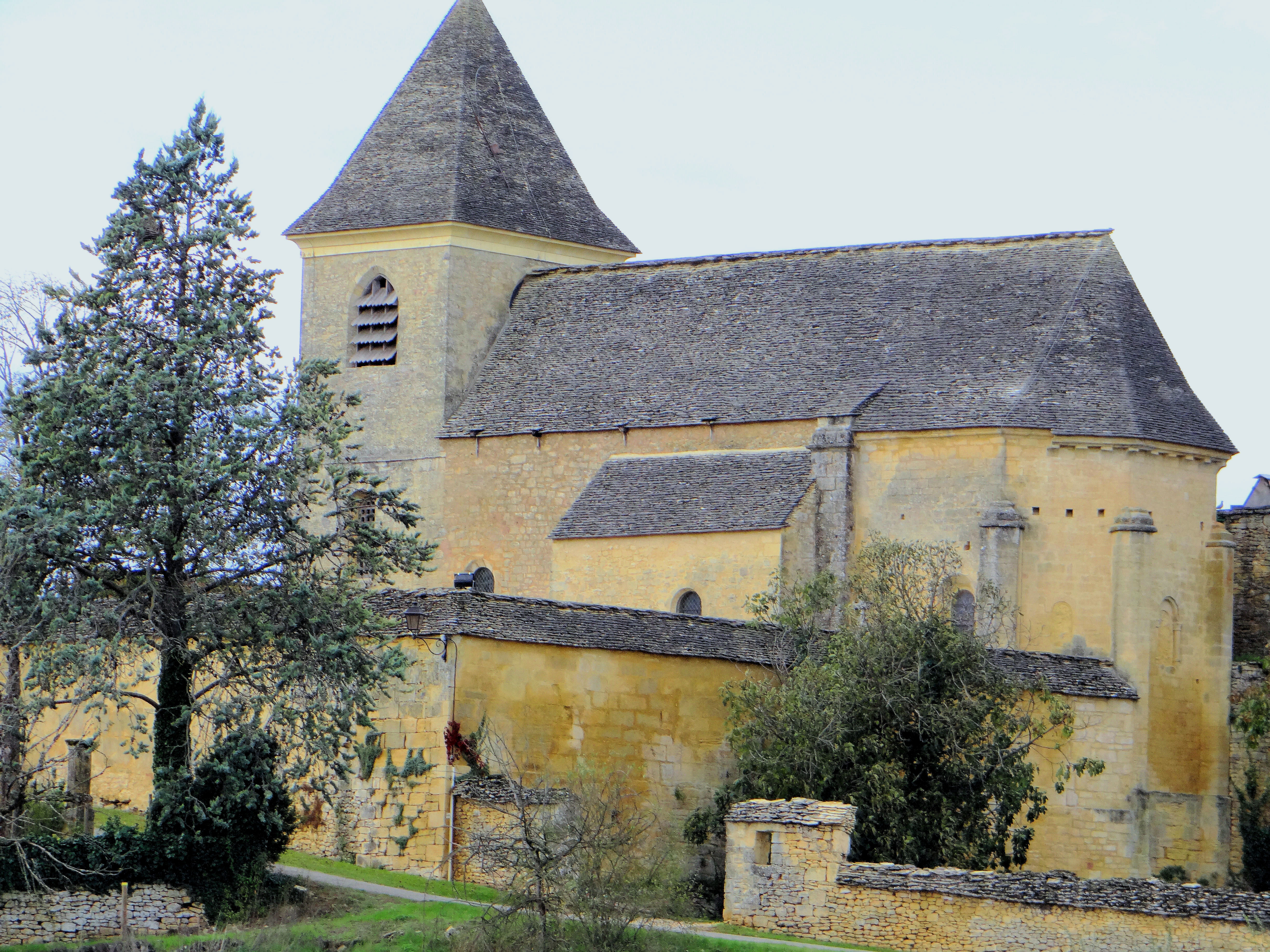
L'église Sainte-Marie et Sainte-Anne de Carlucet.

### Héraldique
| Blason de Saint-Crépin-et-Carlucet | Blason  | De gueules à trois chaussures antiques d'or ; au chef d'or chargé d'un couteau à main de cordonnier de gueules. |
| Blason de Saint-Crépin-et-Carlucet | Détails | Le statut officiel du blason reste à déterminer.                                                                |

## Pour approfondir